# راش‌سانان
راش‌سانان (Fagales) یکی از راسته‌های گیاهان گلدار هستند که شماری از معروفترین درختان را شامل می‌شود از جمله توسکا، فندق، گردو و راش و غان.